# Valse dwerg
Valse dwerg is een term die een fokker van de konijnenrassen polen of kleurdwergen geeft aan diertjes die noch van hun vader noch van hun moeder de dwergfactor erfden. Daardoor kunnen deze dieren nooit een plaats krijgen in de rij van tentoonstellingswaardige dwergen.
De fokker die met zijn ras vertrouwd is zal deze dieren er al heel vroeg kunnen uitpikken en verkoopt ze meestal aan winkels of aan particulieren als troetelkonijn. Deze dieren missen het karakteristieke uiterlijk van de "echte dwerg". Hun kop is minder of niet meer gebogen. Hun oren worden langer, hun gewicht wordt hoger en het type wordt slanker en minder gedrongen.
Deze dieren kunnen in vele gevallen toch nog zeer harmonieus zijn van bouw. Het is heel goed mogelijk om een voedster uit deze categorie aan te houden en haar te gebruiken als fokvoedster. De dieren die uit een combinatie van deze voedster en een mooi tentoonstellingsrammetje worden geboren zullen in 50% van de gevallen tot de tentoonstellingsdwergen behoren. De overige 50% zijn dan op hun beurt weer valse dwergen. Op deze manier omzeilt men de geboorte van de niet levensvatbare jongen met dubbele dwergfactor. Voor velen is deze fokwijze minder dieronvriendelijk en zelfs dikwijls veel minder frustrerend. De valse dwergenmoeders hebben grotere nestjes en zelden moeilijkheden bij de geboorte. De kleine voedsters geven vaak wel problemen, niet alleen met kleine nestjes van 1 tot maximum 3 dieren, de jongen, lampreien, kunnen ook heel dikwijls niet levend geboren worden omdat het bekken van de moeder te smal is.